# Genuflexiune

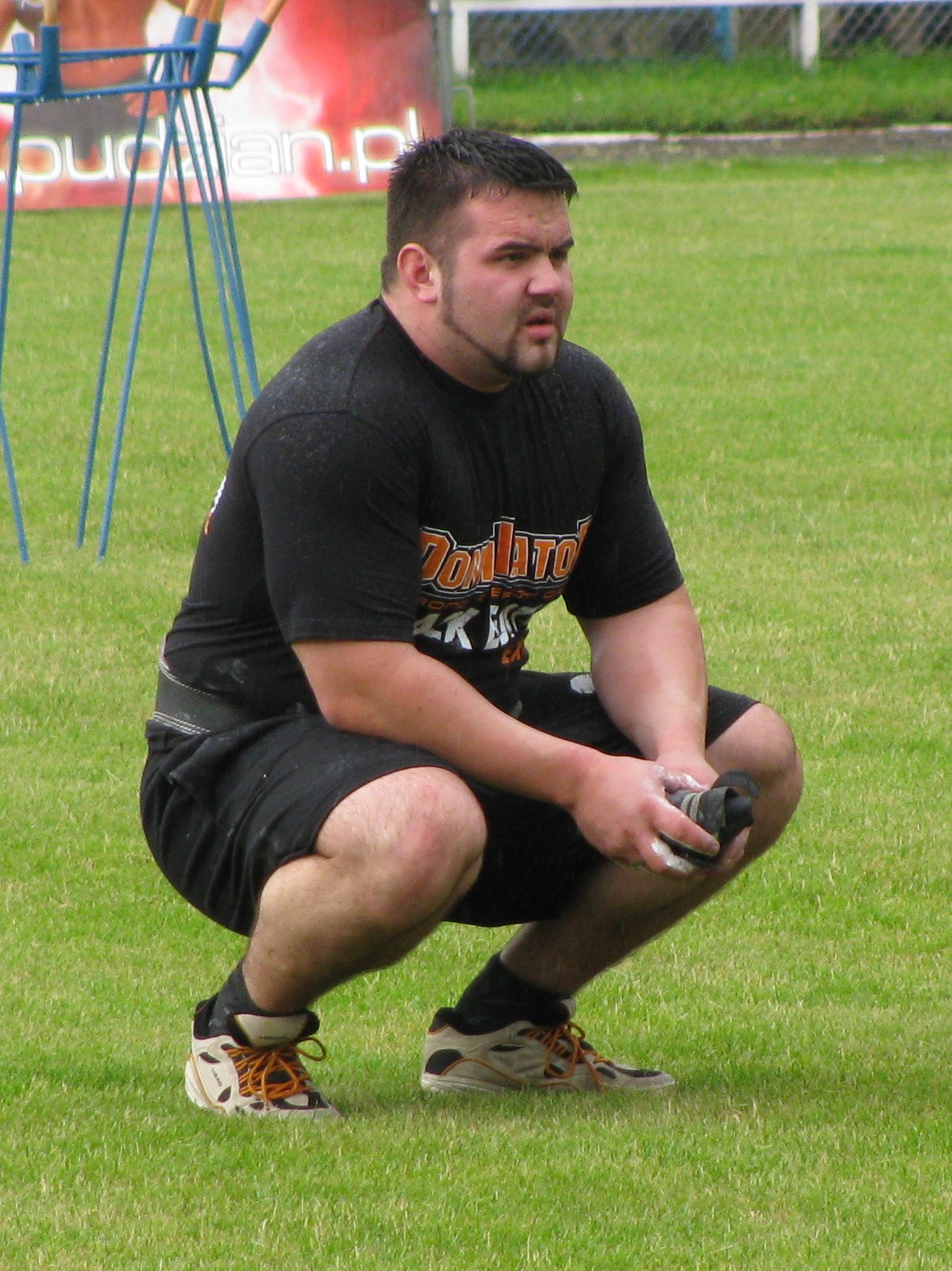

Genuflexiunea (numită și poziție ghemuită, ghemuire, lăsare pe vine, ședere pe vine, îndoire a genunchilor) este o poziție pe care o ia o persoană pentru a se sprijini pe pământ cu genunchii și coapsele îndoite (flectate) și fesele adesea coborâte la nivelul călcâielor. În genuflexiune genunchii sunt îndoiți înainte, coapsele sunt flectate pe trunchi, apropiindu-se de peretele abdominal anterior, iar gambele pe coapse. Genuflexiunea este adesea adoptată de copiii mici când se joacă, dar și de unele persoane pentru a se odihni sau a lucra la nivelul solului, mai ales când pământul este umed sau murdar. Genuflexiunea este adoptată și în timpul defecației, iar de femei pentru a se urina sau ca o poziție sexuală. În unele culturi, genuflexiunea este adoptată de parturiente în timpul travaliului. Această poziție este adesea observată la copii terorizați, sau la pacienții cu malformații cardiace cianogene. Genuflexiunea este și un exercițiu sportiv.